# Fondo Fiduciario de Promoción de la Industria del Software
El Fondo Fiduciario de Promoción de la Industria del Software (FONSOFT) es un fondo fiduciario creado por el gobierno argentino en el año 2004, a partir de la sanción de la Ley de Promoción de la Industria del Software (Ley 25.922).
El fondo está sostenido por el presupuesto nacional y financia diferentes actividades relacionadas con el sector de Software y Servicios Informáticos de Argentina, a través de convocatorias de créditos y subsidios que son administrados por la Agencia I+D+i (dependiente del Ministerio de Ciencia, Tecnología e Innovación Productiva).

## Objetivos
La Agencia I+D+i financia a través del FONSOFT: 
- Proyectos de investigación y desarrollo relacionados con las actividades comprendidas en el régimen de promoción (creación, diseño, desarrollo, producción e implementación y puesta a punto de los sistemas de software).
- Programas de nivel terciario o superior para la capacitación de recursos humanos.
- Programas para la mejora en la calidad de los procesos de creación, diseño, desarrollo y producción de software.
- Programas de asistencia para la constitución de nuevos emprendimientos.

## Instrumentos de Financiación
El FONSOFT posee distintos instrumentos de financiación que se implementan a través de la modalidad de Convocatorias Públicas o Ventanilla Permanente. El detalle y alcance de cada instrumento de financiación puede encontrarse en las bases del mismo.

### Convocatorias Públicas
Las convocatorias son llamados para los cuales se fija una fecha límite para la presentación de proyectos ante el FONSOFT. Dicha fecha se establece en las bases de las convocatorias. Generalmente la convocatoria ANR cierra en los meses de invierno mientras que la convocatoria Emprendedores en los meses de verano.
ANR Fonsoft:
Los ANR (Aportes No Reembolsables) están destinados a cofinanciar proyectos de innovación tecnológica realizados por micro, pequeñas y medianas empresas a través de subvenciones que cubren un porcentaje del costo del proyecto. Generalmente el aporte del FONSOFT no puede superar el 50% del costo total del proyecto, debiendo la empresa beneficiaria aportar el porcentaje restante.
Actualmente la convocatoria cuenta con distintas modalidades (pueden variar):
- Certificación de Calidad: tiene como objetivo la mejora en la calidad de los procesos de creación, diseño, desarrollo y mantenimiento de software como un medio para aumentar la competitividad de la industria del software.
- Desarrollo de nuevos productos y procesos de software: tiene como objetivo la promoción del desarrollo de productos y procesos de software (excluyendo las actividades de autodesarrollo) y podrá financiar el proceso de su puesta en el mercado..
- Investigación y Desarrollo precompetitivo de productos y procesos de software: está dirigida a la formulación completa de un producto o proceso original, y su posterior materialización en un prototipo.

Fonsoft Emprendedores:
El llamado tiene el objetivo de promover el espíritu emprendedor dentro del sector de Software y Servicios Informáticos, y colaborar con la constitución de nuevas empresas comerciales dentro del sector y la consolidación de las empresas elegibles ya existentes.
Las condiciones a cumplir para ser beneficiarios de los subsidios varían cada año pero suele estar dirigido a personas físicas y a empresas unipersonales (o sociedades) que no tengan más de 24 meses de antigüedad desde su inscripción al momento del cierre de la convocatoria.

### Ventanilla Permanente
El llamado a la presentación de proyectos no tienen establecida una fecha límite, por lo tanto es posible su presentación ante el FONSOFT sin plazos determinados.
Créditos Exporta:
Están destinados a otorgar financiamiento a través de créditos para la iniciación o consolidación de la actividad exportadora de empresas PyMES dedicadas a la producción de software.
Las actividades promocionadas son:
- Asistencia técnica y/o consultoría vinculada al desarrollo de nuevos productos exportables y/o modificación de los existentes.
- Capacitación específica en temas vinculados al comercio exterior.
- Adecuación a estándares técnicos o de calidad cuando estos sean una barrera de acceso al o a los mercados de destino.
- Promoción comercial externa.
- Desarrollo de nuevos mercados de exportación.
- Desarrollo del departamento o área de comercio exterior de la empresa.
- Adquisición de bienes de capital vinculado a la ejecución del proyecto exportador.

ANR Capacitación:
Son subsidios no reembolsables destinados a financiar proyectos de formación continua cuyo objetivo sea ofrecer capacitación innovadora, pertinente, de calidad y abierta a la comunidad de Software y Servicios Informáticos. Dicha capacitación debe ser de interés profesional e industrial.
Los subsidios están dirigidos a Instituciones Públicas con aporte fiscal directo, o Instituciones Privadas sin fines de lucro legalmente constituidas en el país, que evidencien tener capacidad legal, técnica, administrativa y financiera para ejecutar las acciones propuestas.